# Кошмак, Ольга Александровна
Ольга Александровна Кошмак (12 марта 1974; Махачкала, Дагестанская ССР, РСФСР, СССР) — российский борец вольного стиля, бронзовый призёр чемпионата Европы.

## Биография
Борьбой начала заниматься с 1986 года. СДЮШОР «Спартак» (Махачкала) под руководством Касума Насрудинова. В 1996 году стала серебряным призёром чемпионата Европы.  

## Спортивные результаты
- Чемпионат Европы по борьбе 1996 —

## Личная жизнь
В 1991 году окончила махачкалинскую школу № 14. В 1996 году окончила ДГПУ.